# Gare de Berlin-Friedrichsfelde-Est
La gare de Berlin-Friedrichsfelde-Est (en allemand : Bahnhof Berlin-Friedrichsfelde Ost) est une gare ferroviaire sur le réseau de S-Bahn à l'Est de la capitale allemande. Elle est située dans le quartier de Marzahn, à la limite avec le quartier voisin de Friedrichsfelde, sur la ligne de Prusse-Orientale (Ostbahn) près de la bifurcation de la ligne de Berlin à Wriezen.

## Situation ferroviaire
La gare de Friedrichsfelde-Est est située au point kilométrique 6,2 de la ligne de Prusse-Orientale. C'est une petite gare de catégorie 4 d'après la classification allemande. Elle est dans la zone tarifaire B de Berlin-Brandebourg.

## Histoire
Une première halte sur la ligne Orientale, construite par les Chemins de fer d'État de la Prusse, a été mise en service le 1er octobre 1903. Cette gare se trouvait à environ 500 mètres à l'est, elle servait à raccorder une grande cour pour le commerce du bétail, située le long de la ligne à Wriezen au nord.
Dans les années 1960, pendant la construction de la ligne de la grande ceinture de Berlin par la Deutsche Reichsbahn, un nouveau croisement de voies a été mis en place. Lors des modifications de tracé, la gare de Friedrichsfelde-Est est déplacée à l'ouest. La station actuelle a été ouverte le 6 septembre 1979. 

## Service des voyageurs

### Accueil
La gare est un point d'arrêt non géré en accès libre comprenant deux voies de chemin de fer et un quai central. Elle dispose d'un distributeur automatique de billets, de bandes podotactiles et depuis 2002 d'un ascenseur ce qui en fait une gare accessible aux personnes à mobilité réduite.

### Desserte
La halte est desservie toutes les cinq minutes alternativement par la ligne 5, la ligne 7 et la ligne 75 du S-Bahn de Berlin.

### Intermodalité
La gare offre des correspondances avec les lignes 27, 37 et M17 du tramway de Berlin et les lignes 192 et 194 du réseau de bus de Berlin.